# 교환자 (환론)
환론에서 교환자(交換子, 영어: commutator)와 반교환자(反交換子, 영어: anticommutator)는 두 원소 사이의 (반)교환 법칙이 실패하는 정도를 측정하는 이항 연산이다. 교환자의 기호는 {\displaystyle [-,-]}이며, 반교환자의 기호는 {\displaystyle \{-,-\}}이다.

## 정의
환 {\displaystyle R}의 두 원소 {\displaystyle a,b\in R}가 주어졌다고 하자. 그 교환자는 다음과 같다.
{\displaystyle [a,b]=ab-ba\in R}
그 반교환자는 다음과 같다.
{\displaystyle \{a,b\}=ab+ba\in R}
만약 {\displaystyle R}의 표수가 2 또는 1이라면 교환자와 반교환자는 일치한다. 만약 교환자와 반교환자를 동등하게 다루어야 하는 경우, 간혹 위 기호 대신
{\displaystyle [a,b]_{\pm }=ab\pm ba}
가 사용되기도 한다.

### 등급 대수
가환환 {\displaystyle K} 위의 자연수 등급 대수
{\displaystyle A=\bigoplus _{i\in \mathbb {N} }A_{i}}
가 주어졌다고 하자. 그렇다면, 다음과 같은 등급 교환자(等級交換子, 영어: graded commutator)를 정의할 수 있다.
{\displaystyle [a,b]_{\text{gr}}=ab-(-1)^{\deg a\deg b}ba}
이 연산은 간혹 대신 {\displaystyle [-,-\}}로 표기되기도 한다.

## 성질
교환자는 다음과 같은 성질을 가진다.
정의에 따라, 임의의 환 {\displaystyle R}의 두 원소 {\displaystyle r,s\in R}에 대하여, {\displaystyle rs=sr}가 성립할 필요 충분 조건은 {\displaystyle [r,s]=0}인 것이다. 마찬가지로, 임의의 두 원소 {\displaystyle r,s\in R}에 대하여, {\displaystyle rs=-sr}가 성립할 필요 충분 조건은 {\displaystyle \{r,s\}=0}인 것이다.

### 선형성
환 {\displaystyle K} 위의 결합 대수 {\displaystyle R} 위의 교환자와 반교환자는 {\displaystyle K}-겹선형 변환을 이룬다. 즉, (반)교환자는 다음과 같은 {\displaystyle K}-가군 준동형을 정의한다.
{\displaystyle [,]\colon R\otimes _{K}R\to R}
{\displaystyle \{,\}\colon R\otimes _{K}R\to R}
특히, 임의의 {\displaystyle r\in R}에 대하여 {\displaystyle K}-가군 준동형
{\displaystyle [a,-]\colon R\to R}
{\displaystyle \{a,-\}\colon R\to R}
이 존재한다. 특히, {\displaystyle [a,-]}의 경우 이는 교환자로 정의되는 리 대수 구조의 딸림표현이다.

### 리 대수 구조
교환자는 리 대수의 연산을 이룬다. 즉, 다음이 성립한다.
- {\displaystyle [r,r]=0\qquad \forall r\in R}
- {\displaystyle [r,s]=-[B,A]\qquad \forall r,s\in R}
- (야코비 항등식) {\displaystyle [r,[s,t]]+[s,[t,r]]+[t,[r,s]]=0\qquad \forall r,s\in R}

이에 따라, 가환환 {\displaystyle K} 위의 {\displaystyle K}-결합 대수가 주어졌을 때, 만약 곱 구조를 잊고 대신 교환자를 부여하면, 이는 {\displaystyle K}-리 대수를 이룬다.
반대로, 임의의 리 대수가 주어졌을 때, 그 리 괄호는 리 대수의 보편 포락 대수의 교환자로 표현된다.

### 미분 대수 구조
교환자는 미분 대수의 연산을 이룬다. 즉, 다음이 성립한다.
- (곱 규칙) {\displaystyle [r,st]=[r,s]t+s[r,t]\qquad \forall r,s,t\in R}
- (곱 규칙) {\displaystyle [rs,t]=r[s,t]+[r,t]s\qquad \forall r,s,t\in R}

이에 따라, 임의의 원소 {\displaystyle r\in R}에 대하여 {\displaystyle [r,-]} (또는 {\displaystyle [-,r]})를 부여하면 {\displaystyle R}는 미분 대수를 이룬다.

### 기타 항등식
이 밖에도 다음 항등식이 성립한다.
- {\displaystyle [r,st]=[rs,t]+[ts,r]\qquad \forall r,s,t\in R}
- {\displaystyle [rst,u]=rs[t,u]+r[s,u]t+[r,u]st\qquad \forall r,s,t,u\in R}
- {\displaystyle [[[r,s],t],u]+[[[s,t],u],r]+[[[t,u],r],s]+[[[u,r],s],t]=[[r,t],[s,u]]\qquad \forall r,s,t,u\in R}

### 작용소의 경우
힐베르트 공간 위의 유계 작용소들의 환에서는 다음과 같은 베이커-캠벨-하우스도르프 공식이 성립한다.
{\displaystyle \exp(A)B\exp(-A)=B+[A,B]+{\frac {1}{2!}}[A,[A,B]]+{\frac {1}{3!}}[A,[A,[A,B]]]+\cdots }

## 응용
힐베르트 공간에서의 두 연산자에 대한 교환자는 양자역학에서 중요한 개념중의 하나인데, 연산자로 기술되는 두 관측가능량이 동시에 측정 가능한지를 알려주는 척도이기 때문이다. 불확정성 원리는 이런 교환자에 대한 성질을 물리학적으로 해석한다.

## 참고 문헌
- Griffiths, David J. (2004), Introduction to Quantum Mechanics (2nd ed. ed.), Prentice Hall, ISBN 0-13-805326-X
- Liboff, Richard L. (2002), Introductory Quantum Mechanics, Addison-Wesley, ISBN 0-8053-8714-5